# Ørje
Ørje è un centro abitato della Norvegia situato nella municipalità di Marker nella contea di Østfold. È il centro amministrativo del comune.

## Geografia
Il nucleo abitato è situato su un istmo che separa due laghi, il Rødenessjøen e lo Øymarksjøen collegati dal fiume Ørje. Sul fiume si trovano delle chiuse ed una centrale idroelettrica.